# Rinaldo Pigola
Rinaldo Pigola (Romano di Lombardia, 12 luglio 1918 – Romano di Lombardia, 10 dicembre 1999) è stato un pittore e scultore italiano.

## Biografia
Diplomato all'Accademia di Belle Arti di Brera e cofondatore del cosiddetto Gruppo Bergamo, ha creato anche un centinaio di opere sacre nell'arco di cinquant'anni di attività  . Figurativo sotto l'influsso dell'École de Paris, evolvendosi poi verso l'astrazione.
Nel 1995 decorò l'interno della chiesa della Beata Vergine Addolorata e di San Lorenzo di Romano di Lombardia.